# 斯克瓦里亞瓦
49°52′6″N 24°44′45″E / 49.86833°N 24.74583°E

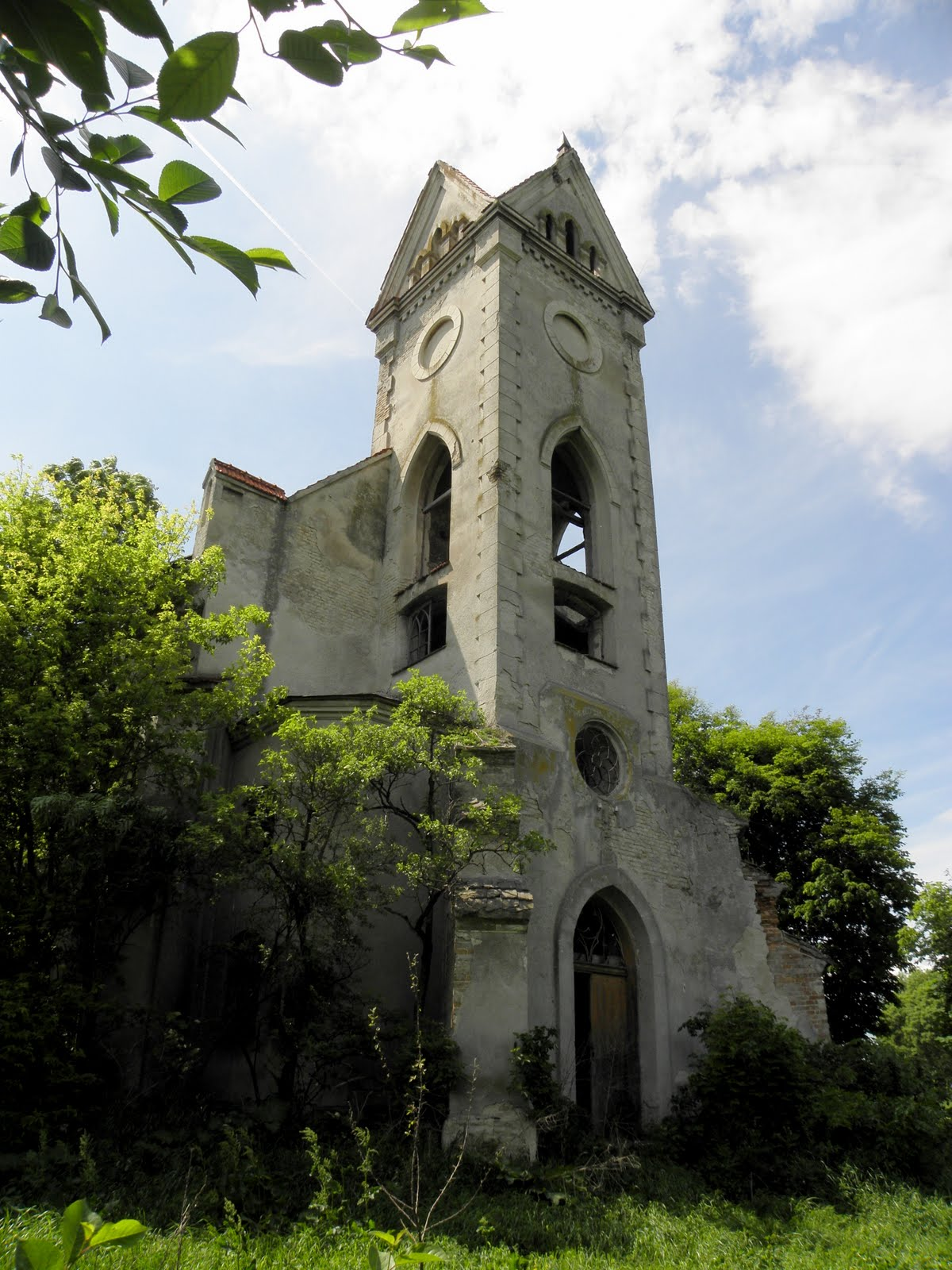

斯克瓦里亞瓦（烏克蘭語：Скварява），是烏克蘭西部的村莊，隸屬利維夫州的佐洛奇夫區。該村始建於1368年，面積3.87平方公里，海拔高度240米，人口1,010，人口密度每平方公里279.26人。